# Head German Masters Series 2013

Logo der Head German Masters Series

Die German Masters Series 2013 umfasst voraussichtlich insgesamt 68 Tennisturniere, davon 40 Herrenturniere und 28 Damenturniere.
Die Turnierserie wird vom 1. Dezember 2012 bis zum 30. November 2013 gespielt, entspricht also nicht dem Kalenderjahr.

## Herren
| Turnierort          | Name                                                               | Preisgeld    | Serie/Veranstalter          | Beginn     | Ende       | Turnier-ID |
| ------------------- | ------------------------------------------------------------------ | ------------ | --------------------------- | ---------- | ---------- | ---------- |
| Biberach            | Nationale Deutsche Tennismeisterschaften der Damen und Herren 2012 |              | Deutscher Tennis Bund       | 09.12.2012 | 16.12.2012 |            |
| Schwieberdingen     | Südwestbank Tennis Grand Prix                                      | $ 10.000     | ITF Men’s Circuit           | 06.01.2013 | 13.01.2013 | 19192113   |
| Stuttgart-Stammheim | Int. Württembergische Hallenmeisterschaften 2013                   | $ 10.000     | ITF Men’s Circuit           | 13.01.2013 | 20.01.2013 | 19194113   |
| Kaarst              | Segro International                                                | $ 15.000     | ITF Men’s Circuit           | 20.01.2013 | 27.01.2013 | 19186113   |
| Heilbronn           | Heilbronn Open 2013                                                | € 85.000 + H | ATP-Challenger              | 19.01.2013 | 27.01.2013 |            |
| Nußloch             | MLP-Cup 2013                                                       | $ 15.000     | ITF Men’s Circuit           | 27.01.2013 | 03.02.2013 | 19015413   |
| Leimen              | Nationales Herren Preisgeldturnier                                 | € 5.000      | Nationales Preisgeldturnier | 14.02.2013 | 17.02.2013 |            |
| Aschaffenburg       | Nationales Herren Preisgeldturnier                                 | € 12.500     | Nationales Preisgeldturnier | 16.04.2013 | 21.04.2013 |            |
| Hofkirchen          | 28. Hofkirchener Tennisturnier „Troiber Cup“ 2013                  | € 10.000     | Nationales Preisgeldturnier | 17.05.2013 | 20.05.2013 | 2512113    |
| Fürth               | Franken Challenge 2013                                             | € 42.500 + H | ATP-Challenger              | 02.06.2013 | 09.06.2013 | 19194313   |
| …                   |                                                                    |              |                             |            |            |            |

## Damen
| Turnierort          | Name                                                                                            | Preisgeld    | Serie/Veranstalter          | Beginn     | Ende       | Turnier-ID |
| ------------------- | ----------------------------------------------------------------------------------------------- | ------------ | --------------------------- | ---------- | ---------- | ---------- |
| Biberach            | Nationale Deutsche Tennismeisterschaften der Damen und Herren 2012                              |              | Deutscher Tennis Bund       | 09.12.2012 | 16.12.2012 | 19224112   |
| Stuttgart-Stammheim | Int. Württembergische Hallenmeisterschaften 2013                                                | $ 10.000     | ITF Women’s Circuit         | 13.01.2013 | 20.01.2013 | 19194113   |
| Kaarst              | Segro International                                                                             | $ 10.000     | ITF Women’s Circuit         | 20.01.2013 | 27.01.2013 | 19186113   |
| Leimen              | Int. Badische Meisterschaften der Damen                                                         | $ 10.000     | ITF Women’s Circuit         | 10.02.2013 | 17.02.2013 | 19184113   |
| Wiesbaden           | Wiesbaden Tennis Open                                                                           | $ 25.000     | ITF Women’s Circuit         | 28.04.2013 | 05.05.2013 | 19154113   |
| Bad Saarow          | Bad Saarow Ladies Open                                                                          | $ 10.000     | ITF-Women´s Circuit         | 05.05.2013 | 12.05.2013 | 19228513   |
| Leipzig             | 15. Internationale Sächsische Meisterschaften / Leipzig Open 2013                               | € 10.200     | Nationales Preisgeldturnier | 13.06.2013 | 16.06.2013 | 16112213   |
| Köln                | SommerCup Köln                                                                                  | $ 10.000     | ITF-Women´s Circuit         | 16.06.2013 | 23.06.2013 | 19178113   |
| Forchheim           | 11. Toni Open TC Forchheim 2013 Damen                                                           | € 5.000      | Nationales Preisgeldturnier | 27.06.2013 | 30.06.2013 | 2148013    |
| Stuttgart-Vaihingen | Internationale Württembergische Damen-Tennis-Meisterschaften um den Stuttgarter Stadtpokal 2013 | $ 25.000     | ITF-Womens Circuit          | 24.06.2013 | 31.06.2013 | 19012313   |
| Pforzheim           | 23. Int. Badische Meisterschaften / 31. Goldstadtpokalturnier                                   | € 3.500      | Nationales Preisgeldturnier | 01.07.2013 | 06.07.2013 | 1164413    |
| Versmold            | Reinert Open 2013                                                                               | $ 50.000     | ITF-Women´s Circuit         | 30.06.2013 | 07.07.2013 | 19158113   |
| Kamp-Lintfort       | Kamp-Lintfort Open 2013                                                                         | € 3.500      | Nationales Preisgeldturnier | 10.07.2013 | 14.07.2013 | 7160013    |
| Aschaffenburg       | Schönbusch Open 2013                                                                            | $ 25.000     | ITF-Women´s Circuit         | 07.07.2013 | 14.07.2013 | 19156113   |
| Darmstadt           | Tennis International 2013                                                                       | $ 25.000     | ITF-Women´s Circuit         | 14.07.2013 | 21.07.2013 | 19012713   |
| Horb                | BMW AHG Cup 2013                                                                                | $ 10.000     | ITF-Women´s Circuit         | 22.07.2013 | 28.07.2013 | 19013713   |
| Schliersee          | Internationales Sixtus-Turnier                                                                  | € 3.500      | Nationales Preisgeldturnier | 24.07.2013 | 28.07.2013 | 2211213    |
| Kaltenkirchen       | 16. Horst Schröder Pokal                                                                        | € 4.250      | Nationales Preisgeldturnier | 01.08.2013 | 04.08.2013 | 12011013   |
| Bad Saulgau         | Knoll Open 2013                                                                                 | $ 25.000     | ITF-Women´s Circuit         | 29.07.2013 | 04.08.2013 | 19014013   |
| Hechingen           | Hechingen Ladies Open 2013                                                                      | $ 25.000     | ITF-Womens Circuit          | 04.08.2013 | 11.08.2013 | 19014213   |
| Oberkirch           | 15. Sparkassen-Renchtalcup                                                                      | € 6.500 + H  | Nationales Preisgeldturnier | 08.08.2013 | 11.08.2013 | 1141113    |
| Ratingen            | M2Beauté Open Ratingen                                                                          | $10.000      | ITF-Women´s Circuit         | 11.08.2013 | 18.08.2013 | 19206113   |
| Braunschweig        | Braunschweig Women´s Open 2013                                                                  | $ 10.000     | ITF-Woman´s Circuit         | 18.08.2013 | 25.08.2013 | 19160113   |
| Oppau-Ludwigshafen  | 9. Head German Masters Oppau                                                                    | € 3.500      | Nationales Preisgeldturnier | 22.08.2013 | 25.08.2013 | 10159613   |
| Mannheim            | 24. Franco Troncone Damen-Tennis-Turnier                                                        | € 5.000      | Nationales Preisgeldturnier | 05.09.2013 | 08.09.2013 | 01108813   |
| Leimen              | Offene Badische Hallenmeisterschaften der Damen                                                 | € 3.500      | Nationales Preisgeldturnier | 03.10.2013 | 06.10.2013 | 1212113    |
| Ismaning            | ITF-Büschl Open supported by DTB-Partner                                                        | $ 75.000 + H | ITF-Women´s Circuit         | 20.10.2013 | 27.10.2013 | 19202113   |